# Тидеиды
Тидеиды (лат. Tydeidae) — семейство акариформных клещей из подотряда Prostigmata отряда Trombidiformes.

## Распространение
Встречаются повсеместно, большая часть видов в Западной Палеарктике (более 200 видов).

## Описание
Мелкие клещи овальной формы, длина тела менее 0,5 мм (от 100 до 500 мкм), слабо склеротизированные (с бороздками и морщинками), сравнительно быстро передвигающиеся. Чаще зеленоватого цвета, реже коричнево-красные, желтоватые и белые. Тело состоит из гнатосомы (хелицеры, пальпы и гипостома) и идиосомы (ноги, аспидосома, опистосома и подосома).  Хищники, падальщики и микофаги, некоторые обнаружены у пчёл трибы Meliponini. Некоторые виды имеют медицинское, ветеринарное и сельскохозяйственное значение.

## Классификация
В современном объёме включает более 300 видов. Андрэ (André, 1980a, 1980b) включал в это семейство 42 рода, в то время как Жанг с соавторами (Zhang at al., 2011) выделяют только 30 родов и 340 видов. В подсемействе Tydeinae 21 род и 254 вида (Kazmierski, 1998). Семейство было впервые выделено в 1877 году немецким арахнологом Маттиасом Паулем Крамером (нем.). В 2016 году в каталоге семейства (Silva at al., 2016) было 328 видов и 30 родов (включая 16 монотипических; крупнейший род Brachytydeus включает 200 видов).
Подсемейство Tydeinae
- Acanthotydides Kazmierski, 1996
- Afridiolorryia
- Afrotydeus
- Apolorryia
- Brachytydeus Thor, 1931
  - = Kuznetsovia (nomen novum for Venilia)
  - = Raphitydeus
- Calotydeus
  - = Homeotydeus
  - = Pseudolorryia Kazmierski, 1989
- Edlorryia
- Eotydeus
- Idiolorryia André, 1980
- Kenlorryia
- Krantzlorryia H. André, 1980
- Lorryia Oudemans, 1925 (более 120 видов)[8][9][10]
- Melissotydeus
- Metalorryia H. André, 1980
- Momenia
- Neoapolorryia El-Bagoury & Momen, 1990
- Neolorryia
- Nudilorryia Kazmierski, 1996
- Oakvillae
- Orfareptydeus
- Paralorryia Baker, 1965[11][12]
- Perafrotydeus
- Quadrotydeus
- Quasitydeus
- Tydeus C.L. Koch, 1835 (около 50 видов)[13]
  - = Lasiotydaeus
  - = Melanotydaeus
  - = Orthotydeus
  - = Stylotydeus
- Tydides Kuznetzov, 1975

Подсемейство Australotydaeinae H. M. André, 1979
- Australotydeus Spain, 1969

Подсемейство Pretydeinae
- Novzelorryia Kaźmierski, 1996
- Prelorryia André, 1980
- Pretydeus André, 1980
- Ueckermannia Kaźmierski, 1996

### Другие группы
В старом расширенном объёме (André, 1979) семейство также включало подсемейства Pronematinae (Pronematus R.Canestrini, 1886) и Tydaeolinae (Tydaeolus) (оба перенесённые в состав семейства Iolinidae в 2000 году: André & Fain, 2000) и подсемейство Triophtydeinae (перенесённое в состав семейства Triophtydeidae в 2000 году: André & Fain, 2000) и более 445 видов. Три оставшихся подсемейства (Australotydaeinae, Tydeinae, Pretydeinae) на 2016 год включали 328 видов и 30 родов (Silva et al., 2016). Семейство Tydeidae вместе с семействами Iolinidae, Ereynetidae и Edbakerrelidae (Edbakerellinae) образуют надсемейство Tydeoidea (André & Fain, 2000).
|  |                             |  |                                       |                                       |                        |  | ещё около 40 надсемейств |                 |                    |                 |
|  |                             |  |                                       |                                       |                        |  |                          |                 |                    | более 300 видов |
|  |                             |  |                                       | подотряд Prostigmata                  |                        |  |                          |                 | семейство Tydeidae |                 |
|  |                             |  |                                       | подотряд Prostigmata                  |                        |  |                          |                 | семейство Tydeidae |                 |
|  | отряд Тромбидиформные клещи |  |                                       |                                       | надсемейство Tydeoidea |  |                          |                 |                    |                 |
|  | отряд Тромбидиформные клещи |  |                                       |                                       |                        |  |                          |                 |                    |                 |
|  |                             |  | подотряд Sphaerolichida и 2 семейства | подотряд Sphaerolichida и 2 семейства |                        |  |                          | ещё 3 семейства | ещё 3 семейства    |                 |
|  |                             |  |                                       | подотряд Sphaerolichida и 2 семейства |                        |  |                          |                 | ещё 3 семейства    |                 |